# Paolo Trovato
Paolo Trovato (San Donà di Piave, 8 novembre 1952) è un filologo e linguista italiano.

## Biografia
Dopo essersi laureato all'Università di Venezia, ha insegnato nelle università di Leiden, Venezia, Salerno, Ferrara. Ha fondato e diretto le riviste "Filologia italiana" e, insieme a Franco Cardini, "Storie e linguaggi", e contribuito col volume su Il primo Cinquecento alla Storia della lingua italiana curata da Francesco Bruni (Bologna, Il Mulino, 1994). Studioso di Dante, Petrarca, Machiavelli e Tasso ha anche offerto contributi rilevanti nel campo della letteratura e della lessicologia musicale. Tra le edizioni critiche e/o commentate si segnalano quella del Discorso intorno alla nostra lingua di Niccolò Machiavelli (Padova, Antenore, 1982) e dell'Aminta di Torquato Tasso (Torino, Einaudi, 2021).

## Opere principali
- Dante in Petrarca: per un inventario dei dantismi nei Rerum vulgarium fragmenta, Firenze, Olschki, 1979.
- Con ogni diligenza corretto: la stampa e le revisioni editoriali dei testi letterari italiani, 1470-1570, Bologna, Il Mulino, 1991.
- L'ordine dei tipografi: lettori, stampatori, correttori tra Quattro e Cinquecento, Roma, Bulzoni, 1998.
- Il testo della Vita nuova e altra filologia dantesca, Roma, Salerno, 2000.
- (EN)  Everything you always wanted to know about Lachmannʼs method : a non-standard handbook of genealogical textual criticism in the age of Post-Structuralism, cladistic, and copy-text, Padova, libreriauniversitaria.it Edizioni, 2014.
- Dante Alighieri, Commedia, Inferno, edizione critica e commento a cura di Luisa Ferretti Cuomo, Elisabetta Tonello e Paolo Trovato, Padova, libreriauniversitaria.it Edizioni, 2022.